# (523751) 2014 UU224
(523751) 2014 UU224 est un objet transneptunien du groupe dynamique des plutinos avec un diamètre d'environ 175 km.